# أمبسانكتوس
أمبسانكتوس، أوأمسانكتوس (حديثاً: Sorgente Mefita) كان بحيرة صغيرة في مقاطعة هيربيني على بعد 15 كم جنوبي آيكلانوم بالقرب من طريق أبيا (جنوبي إيطاليا). يوجد الآن بركتان صغيرتان يخرج منهما غاز حمض الكربونيك وكبريتيد الهيدروجين. كان يقع بالقرب منها معبداً للإلهة مفتيس؛ كما يوجد كهف ترتفع منه الأبخرة الخانقة، ولهذا السبب، ارتبط المكان بأساطير جهنّم. وجاء وصف فيرجيل في الإنياذة غير دقيقاً.